# Franz Roubaud
Francois Jean Roubaud (in russo Франц Алексеевич Рубо?; Odessa, 15 giugno 1856 – Monaco di Baviera, 13 marzo 1928) è stato un pittore russo di origini francese con cittadinanza tedesca, noto per i suoi dipinti panoramici e per ritrarre come soggetto battaglie e scontri armati.

## Biografia

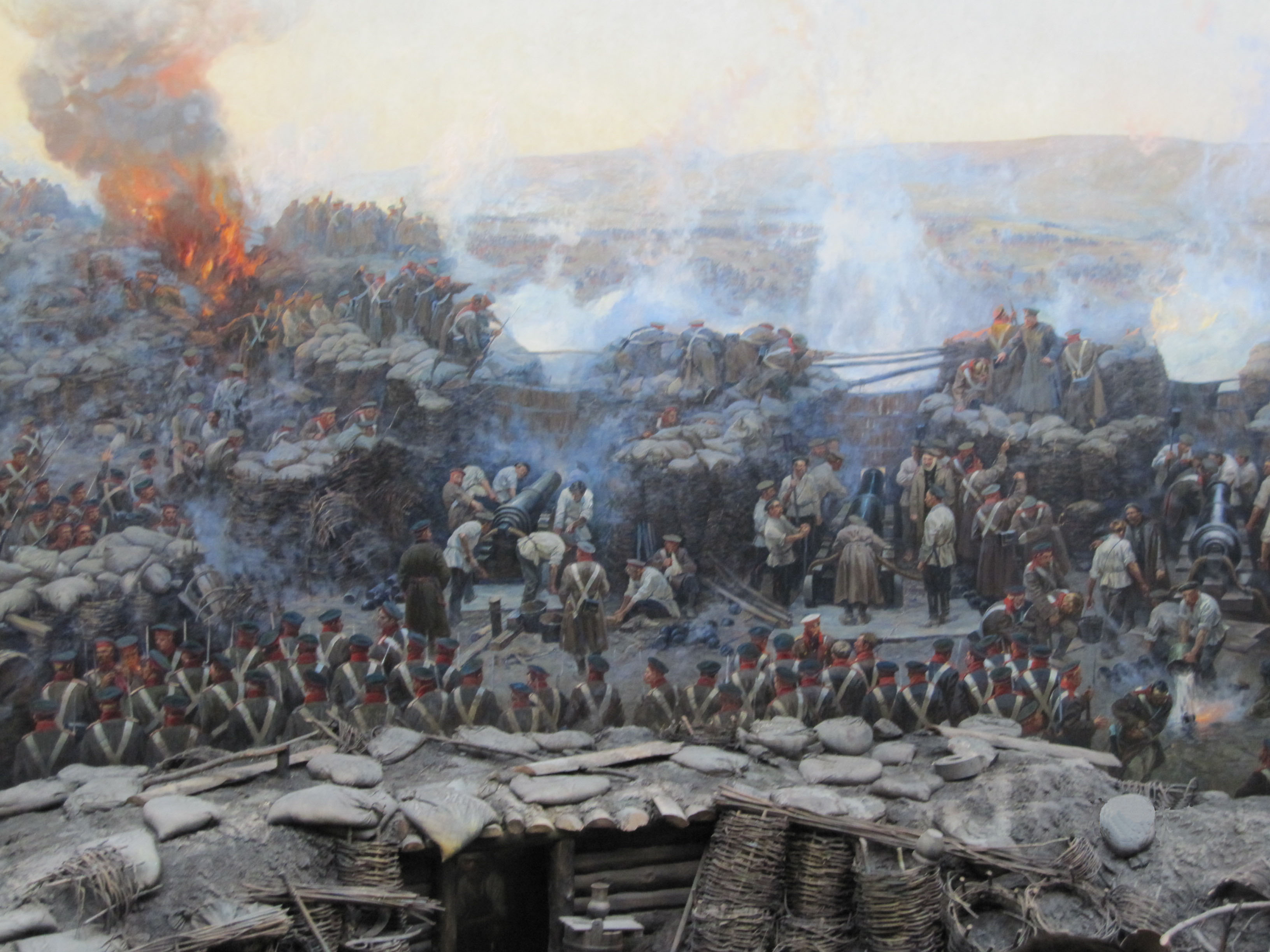
Battaglia di Sebastopoli

Nacque nel 1856 a Odessa nell'allora impero russo (odierna Ucraina) dove si era stabilito suo padre Honoré Fortuné Alexis Roubaud, un francese di Marsiglia, libraio di professione. Sua madre, nata Madeleine Sénèque, era una sarta. Era il quarto di cinque figli e fu cresciuto con l'educazione alla religione cattolica. Franz Roubaud frequentò vari corsi della scuola d'arte della città. Nel 1877 partì per la Germania dove studiò all'Accademia di Monaco, con Carl Theodor von Piloty, Otto Seitz, Wilhelm von Diez e Joseph von Brandt, uno specialista in pittura militare. Si trasferì poi a San Pietroburgo, lavorando presso l'Accademia Imperiale di Belle Arti e dipingendo giganteschi dipinti panoramici di battaglie storiche. Entrò nella nobiltà nel 1889 e su commissione di Alessandro III e Nicola II ricevette l'ordine di dipingere svariati quadri. Vinse una medaglia d'oro alla Grande Esposizione d'arte di Berlino (Große Berliner Kunstausstellung) del 1895. Viaggiò tra Parigi e San Pietroburgo, dove fu professore all'Accademia tra il 1903 e il 1912. Nel 1913 lasciò l'Impero russo per trasferirsi a Monaco di Baviera, dove morì nel marzo 1928.
È sepolto nel cimitero dell'isola di Frauenchiemsee.